# Protectores
Protector (protector Augusti ou protector divini lateris) est un titre de l'armée romaine à partir du IIIe siècle.

## Historique
Le titre est peut-être apparu sous le règne de Gordien III (225-244), mais le premier protector connu est Lucius Petronius Taurus Volusianus sous Valérien et Gallien, entre 253 et 258.
On ne sait bien pas quelle est alors sa signification ni sa véritable fonction, sans doute de garde du corps de l'empereur au sein de la garde prétorienne. Il semble qu'ils aient remplacé les anciens Equites Singulares Augusti.
Les protectores sont réorganisés par Gallien dans le cadre de ses réformes militaires, entre 261 et 268. Il semble que le titre ait été donné à
- tous les grands officiers équestres des légions, les sénateurs étant exclus des commandements par Gallien,
- tous les centurions des vexillations prises sur les légions pour former la nouvelle armée personnelle de l'empereur, rendue plus mobile et rapide par l'adjonction d'une importante cavalerie en vue d'interventions d'urgence.

Ils sont les précurseurs des protectores domestici de Constantin, dont le père, Constance Chlore, avait d'ailleurs été protector, sans doute sous le règne d'Aurélien.

## Personnalités passées par le corps desprotectores
- Constance Chlore
- Stilicon